# 海湾炮楼
海湾炮楼，是深圳市历史建筑之一，位于中国广东省深圳市南山区蛇口街道海湾社区广进化工厂内。该建筑物建于民國時代，属于近現代建築，为傳統民居。